# Pitar morrhuanus
Pitar morrhuanus är en musselart som först beskrevs av Linsley 1848.  Pitar morrhuanus ingår i släktet Pitar och familjen venusmusslor. Inga underarter finns listade i Catalogue of Life.